# L. Bradford Prince

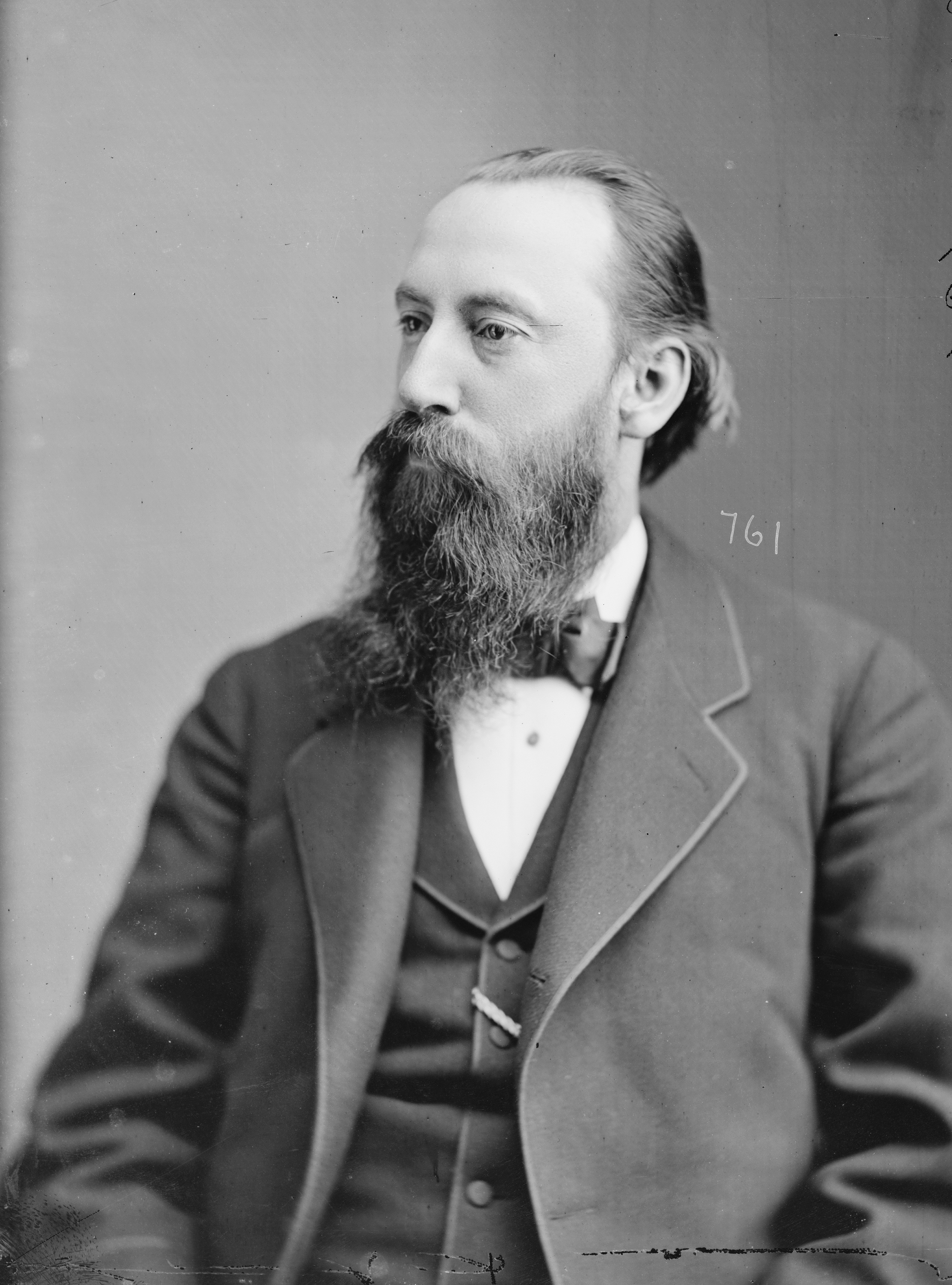
L. Bradford Prince

LeBaron Bradford Prince (* 3. Juli 1840 in Flushing, New York City; † 22. Dezember 1922 in Queens, New York City) war ein US-amerikanischer Politiker und von 1889 bis 1893 Gouverneur des New-Mexico-Territoriums.

## Aufstieg
Über Princes Jugend ist wenig bekannt. Er muss aber Jura studiert haben. Später war er Mitglied der Republikanischen Partei. In den Jahren 1868 und 1876 war er Delegierter zu den Republican National Conventions, bei denen Ulysses S. Grant und Rutherford B. Hayes zu deren Präsidentschaftskandidaten nominiert wurden. Zwischenzeitlich arbeitete Prince als Rechtsanwalt.

## Politische Laufbahn
Zwischen 1871 und 1875 war Prince Mitglied des Repräsentantenhauses von New York. Von 1876 bis 1877 war er auch im Senat dieses Staates. Im Jahr 1878 wurde er als Richter an den Obersten Gerichtshof im New-Mexico-Territorium berufen. Dieses Amt behielt er bis 1882. Im Jahr 1884 war er erfolgloser Kandidat für einen Sitz im US-Repräsentantenhaus für New Mexico.
1889 wurde er von Präsident Benjamin Harrison zum neuen Territorialgouverneur von New Mexico ernannt. Dieses Amt übte er bis 1893 aus. 1909 wurde Prince Mitglied des territorialen Verwaltungsrats und im Jahr 1911 war er Mitglied der verfassungsgebenden Versammlung von New Mexico. Prince war außerdem Mitglied einiger Vereinigungen wie der Society of Colonial Wars oder der Sons of the Revolution; er war außerdem Mitglied einer Freimaurer-Loge. Bradford Prince war seit 1881 mit Mary Catherine Beardsley verheiratet. Er starb im Dezember 1922.